# Ivan Žolger

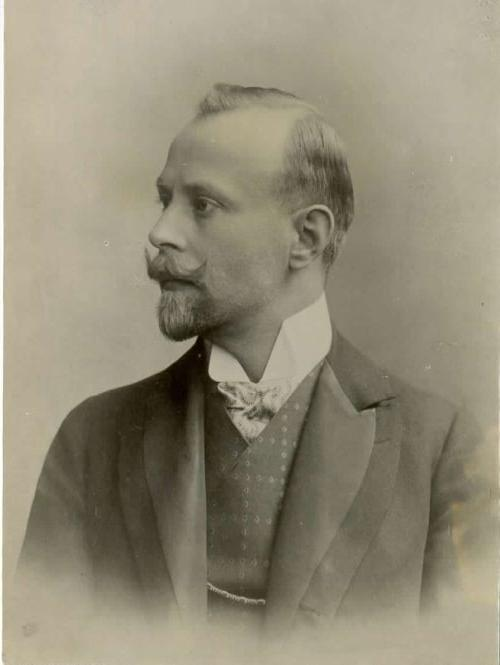
Ivan Žolger (1867-1925)

Ivan Žolger, auch Ivan Ritter von Žolger (* 22. Oktober 1867 in Devina, heute Slowenien; † 16. Mai 1925 in Laßnitzhöhe) war ein Staatsrechtler und Minister in Österreich-Ungarn slowenischer Herkunft. Er war nach 1918 als Diplomat für das Königreich der Serben, Kroaten und Slowenen tätig.

## Leben
Ivan Žolger besuchte die Volksschule in Slovenska Bistrica, dann das Gymnasium in Marburg und studierte 1889–1894 Rechtswissenschaften an der Universität Graz und in Paris. Im Jahr 1895 promovierte er zum Doktor der Rechtswissenschaften. Er trat als Beamter in die k.k. Verwaltung ein, zunächst bei der Bezirkshauptmannschaft in Ptuj. Ab 1898 arbeitete er direkt im k.k. Ministerium. Dort erlangte er nach und nach hohe Positionen und wurde 1915 Sektionschef.
Im Jahr 1900 wurde er als Privatdozent an der juristischen Fakultät der Universität Wien habilitiert, von 1900 bis 1918 war er auch Mitglied der Prüfungskommission für die Staatsprüfung in den Staatswissenschaften, und 1918 erhielt er den Titel eines ordentlichen Universitätsprofessors an der Universität Wien.
Unter Ernst Seidler wurde er 1917 k.k. Minister ohne Geschäftsbereich. Dieses Amt hatte er vom 30. August 1917 bis zum 6. Mai 1918 inne. Seine Aufgabe war eine geplante föderale Staatsreform. Mit Kaiser Karl I. stand er wegen einer Lösung der südslawischen Frage in Kontakt. Ivan Žolger trat im Konflikt mit Seidler zurück.
Beim Zerfall der Monarchie stellte sich Žolger in den Dienst der slowenischen Nationalregierung. Nach 1918 war er als Diplomat für das Königreich der Serben, Kroaten und Slowenen tätig. Anton Korošec wählte ihn als Mitglied der Delegation dieses neuen südslawischen Staates für die Friedenskonferenz in Paris aus, wo er die Interessen der Slowenen vertreten sollte. Er arbeitete auch an der juristischen Fakultät der Universität Ljubljana, wo er sich mit internationalem Recht beschäftigte.

## Ehrungen
Für seine Arbeit erhielt er zahlreiche Auszeichnungen: das Ritterkreuz des Österreichischen Franz-Joseph-Ordens (1904), den Orden der Eisernen Krone III. Klasse (1910) und I. Klasse bei seinem Rücktritt im Mai 1918, den Orden des Serbischen Weißen Adlers III. Klasse im Jahr 1911, wurde Ritter des Österreichischen Leopold-Ordens im Jahr 1912 und erhielt das bulgarische Bürgerliche Verdienstkreuz (Großoffizier) im Jahr 1912. Im Jahr 1917 wurde er als Ritter geadelt und 1918 zum Geheimen Rat ernannt.

## Werke
- Oesterreichisches Verordnungsrecht verwaltungsrechtlich dargestellt. Wien 1898,
- Der staatsrechtliche Ausgleich zwischen Österreich und Ungarn. Wien 1911.
- Die staatsrechtichen Grundlagen der Wehrmacht Österreich-Ungarns, in: Zeitschrift für Öffentliches Recht 2, 1915/16.
- Der Hofstaat des Hauses Oesterreich. Wien 1917.
- Die Verfassung des Königreichs der Serben, Kroaten und Slowenen. in: Jahrbuch für öffentliches Recht 11, 1922.

## Links
- Žolger, Ivan Ritter von (1867–1925), Jurist und Politiker, ÖBL 1815–1950, Bd. 16 (Lfg. 73, 2022), S. 575f.
- Normdateneintrag des Südwestdeutschen Bibliotheksverbundes (SWB)